# Paul Chytelman
Paul Chytelman, né le 23 novembre 1922 à Ryki sur le territoire actuel de la Pologne et mort le 26 avril 2016 à Auxerre, est un écrivain, conférencier et résistant français, ancien déporté à Auschwitz.

## Biographie

### Jeunes années
Arrivé en France en mai 1923 avec sa famille, il obtient son C.E.P. en juin 1934, puis son BEPC. Au début de la guerre, il exerce plusieurs petits métiers.

### Seconde Guerre mondiale
Mobilisable, il décide de servir l’armée française. Affecté au tri du courrier militaire dans les équipes de postiers ambulants sur les lignes ferroviaires du Sud-Est de la France, il se voit révoqué à Roanne au mois de juin, après l'occupation allemande. Il est ensuite agent de liaison dans un réseau helvéto-britannique à partir de fin octobre 1940. Il quitte Paris pour la zone libre en août 1941, à la suite de l’arrestation d’un membre du réseau.
Rejoignant ensuite son frère en Lozère, il reprend ses activités comme agent de liaison à ses côtés dans un groupe de résistants du canton du Malzieu-ville. Dénoncé, il est arrêté le 15 janvier 1944 par la Gestapo et incarcéré à la prison centrale de Mende, puis à la prison militaire de Montpellier. Il est déporté en tant que juif à Drancy puis à Auschwitz, par le Convoi No. 67, en date du 3 février 1944. Il est ensuite affecté au camp de travail de la Buna-werke à Monowitz.
À l’évacuation du camp, il effectue en janvier 1945 la « marche de la mort » jusqu’à Gleiwitz, puis est transféré au camp de concentration de Dora, où il est employé comme piqueur dans les falaises de calcaire au creusement des usines souterraines d’Elrich à Ostérode VI. Il est libéré en avril 1945 à Bergen-Belsen, lors de l'évacuation des « commandos » due à l'avancée des Alliés, par la Deuxième armée britannique commandée par le général Montgomery. Il rentre alors à Paris à la fin du mois.
Il obtient la nationalité française en 1947.

### Le témoin
Il est président de la LICRA à Dijon de 1964 à 1978 et a, à partir de 1974, souhaité faire vivre le souvenir des déportés, victimes du racisme et du nazisme, à travers des interventions dans les collèges et dans les lycées, à l’invitation de chefs d’établissements et de professeurs d’Histoire.
Il intervient en moyenne une quarantaine de fois par an, en classes et amphithéâtres, dans la France entière. Ses interventions sont un échange constant avec les auditeurs, par un système de questions/réponses, et provoquent un intérêt accru de la part des élèves. Il intervient aussi en public comme conférencier extérieur.
Il est membre de la Fondation pour la Mémoire de la Déportation. Il fait l’objet de nombreux articles lors de ses interventions en milieu scolaire, et de reportages sur France 3 et plusieurs chaînes locales de télévision et radiophoniques.
Il est connu pour ses témoignages de la Shoah, en particulier dans son ouvrage Le Courage d'espérer préfacé par Beate et Serge Klarsfeld. Il a aussi écrit Et pourtant cela fut... et Je suis revenu de Pitchipoï.

## Distinctions
- Grand invalide, victime civile de la guerre 1939/45, médaillé de la croix des volontaires, victimes civiles de la guerre 1939/1945, décoré pour services rendus à la Patrie.
- Chevalier de la Légion d'honneur.

## Publications
- Et pourtant cela fut...  (ISBN 978-2952257411)
- Je suis revenu de Pitchipoï  (ISBN 978-2954750903)
- Le Courage d'espérer  (ISBN 978-2-35490-073-1)